# Пік міді

Світове виробництво міді, 1900–2012

Пік міді — момент часу, при якому буде досягнутий максимально глобальний рівень продукції міді, після чого, відповідно до теорії, швидкість виробництва вступить в остаточний занепад. Оскільки мідь є обмеженим ресурсом, в якийсь момент у майбутньому нове виробництво буде зменшуватися, коли досягне максимуму. Точна дата події є предметом спору. На відміну від викопних видів палива, мідь можна повторно використовувати. Мідь є одним з найважливіших промислових металів. Мідь використовується у виробництві електричних кабелів, кабелів передачі даних, електрообладнання, автомобільних радіаторів, охолоджуючих труб, теплообмінників, корпусів артилерійських снарядів, боєприпасів для стрілецької зброї, ювелірних виробів тощо. Мідь була у використанні приблизно 10 000 років, але понад 95% всіх видобувних запасів було виплавлено з 1900 року. Гонка Індії й Китаю за Заходом робить мідний колапс напруженішим, що веде до підвищення цін і крадіжки міді.